# Finland i Eurovision Song Contest 2016

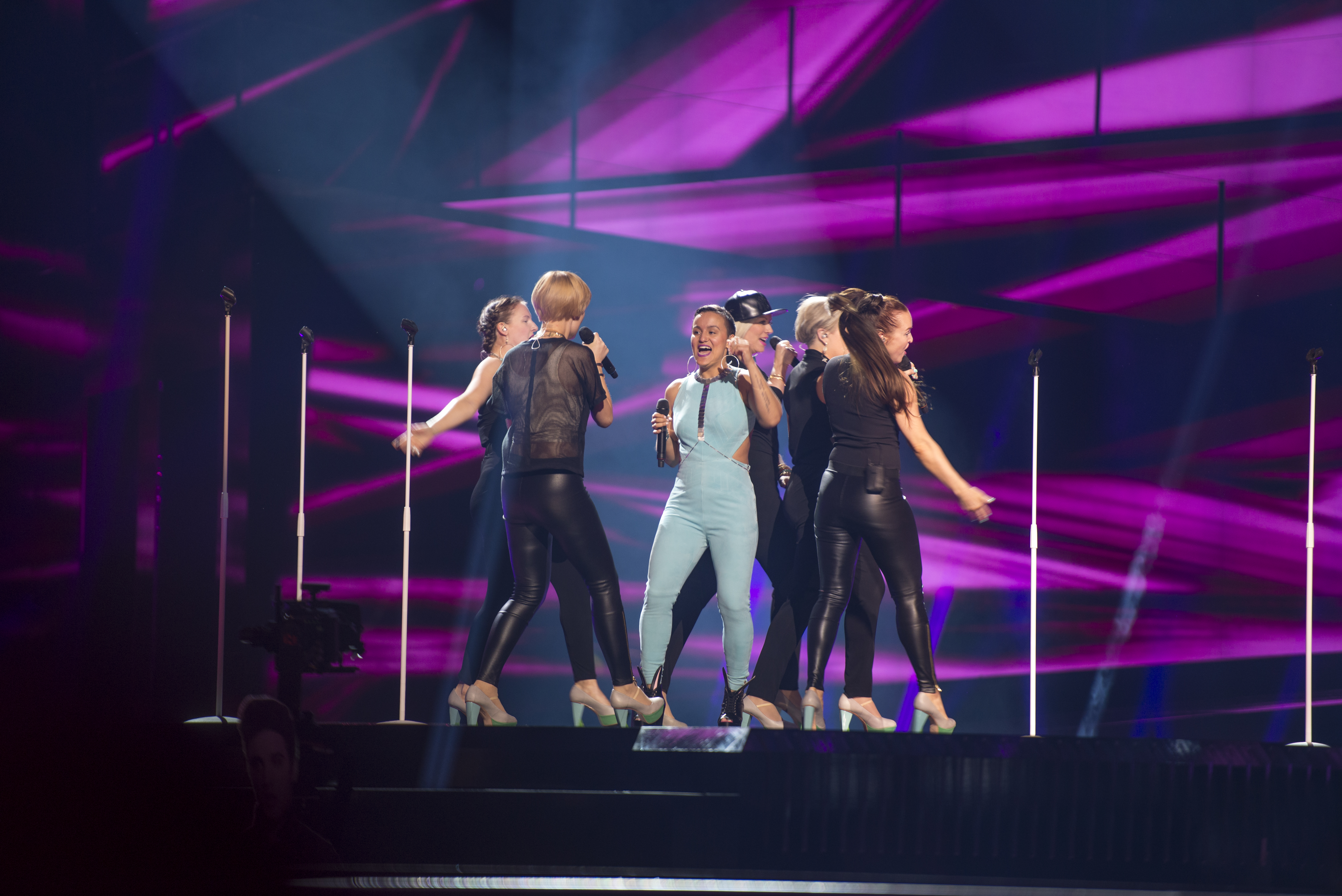

'Finland deltog i Eurovision Song Contest 2016 i Stockholm, Sverige. Deras bidrag valdes via Uuden Musiikin Kilpailu 2016, som anordnades av det finska programföretaget Yle. Sandhja med "Sing it away" epresenterade landet.
Finland bekräftade sitt deltagande 25 maj 2015.
UMK 2016 var femte upplagan av UMK. Tävlingen bestod av fyra shower, som inleddes med den första av tre deltävlingar den 6 februari 2016 och avslutades med en final den 27 februari 2016. De fyra showerna hölls på YLE Studios i Helsingfors och värd var finska skådespelaren, sångaren och rapparen Roope Salminen och finska Eurovisionveteranen Krista Siegfrids. På grund av Siegfrids deltagande i svenska Melodifestivalen 2016 den 13 februari, Rakel Liekki var värd för andra deltävlingen. Alla shower sändes på Yle TV2 och online på yle.fi/umk. Den slutliga finalen sändes via radio på Yle X3M.

## Semifinal 1
Sändes 6 februari 2016. Bidragen med guld-bakgrund gick vidare till final.
| Startnummer | Artist           | Sång                      | Musik & Text (m & t)               |
| ----------- | ---------------- | ------------------------- | ---------------------------------- |
| 1           | Saara Aalto      | "No Fear"                 | Saara Aalto                        |
| 2           | Mikko Herranen   | "Evil Tone"               | Mikko Herranen                     |
| 3           | Stella Christine | "Ain't Got Time for Boys" | Stella Christine                   |
| 4           | Eini             | "Draamaa"                 | Janne Rintala                      |
| 5           | Clemso           | "Thief"                   | Clement Ogundipe, Gideon Aiyegunle |
| 6           | Pää-Äijät        | "Shamppanjataivas"        | Julmari, Jaba, Jimi, Heku, Samu    |

## Semifinal 2
sändes 13 februari 2016
| Startnummer | Artist                    | Sång                 | Musik & Text (m & t)                                               |
| ----------- | ------------------------- | -------------------- | ------------------------------------------------------------------ |
| 1           | Attention 2               | "Ready For the Show" | Henna Helasvuo, Lasse Turunen                                      |
| 2           | Cristal Snow              | "Love Is Blind"      | Cristal Snow, Jimi Constantine, Samuel Kovanko                     |
| 3           | Annica Milán & Kimmo Blom | "Good Enough"        | Jonas Gladnikoff, Matthew Ker, Michael James Down, Primož Poglajen |
| 4           | Rafaela Truda             | "Rise Up"            | Kalle Mäkipelto, Olli-Matti Kalliosaari, Rafaela Truda             |
| 5           | Ylona                     | "Blazing Fire"       | Tero Kaikkonen, Jaakko Salovaara                                   |
| 6           | Mikael Saari              | "On It Goes"         | Mikael Saari                                                       |

## Semifinal 3
sändes 20 februari 2016
| Startnummer | Artist                | Sång                         | Musik & Text (m & t)                                                                                |
| ----------- | --------------------- | ---------------------------- | --------------------------------------------------------------------------------------------------- |
| 1           | Lieminen              | "Pehmeiden arvojen vaalijat" | Lieminen, Pasi Siitonen                                                                             |
| 2           | Tuuli Okkonen         | "Don't Wake Me Up"           | Michael James Down, Primož Poglajen, Dimitri Stassos, Tuuli Okkonen, Johnny Sanchez, Sara Ljunggren |
| 3           | Gušani Brothers       | "Poom Poom"                  | Irfan Gušani                                                                                        |
| 4           | Barbe-Q-Barbies       | "Let Me Out"                 | Janne Saksa, Niki Westerback, Tracy Lipp                                                            |
| 5           | Pietarin Spektaakkeli | "Liian kuuma"                | Pietari Kiviharju, Antti Hynninen                                                                   |
| 6           | Sandhja               | "Sing it Away"               | Sandhja, Milos Rosas, Heikki Korhonen, Petri Matara, Markus Savijoki                                |

## Finalen
| Startnummer | Artist                    | Sång                      | Poäng (Jury) | Poäng (Tele) | Total | Placering |
| ----------- | ------------------------- | ------------------------- | ------------ | ------------ | ----- | --------- |
| 1           | Cristal Snow              | "Love Is Blind"           | 41           | 39           | 80    | 6         |
| 2           | Stella Christine          | "Ain't Got Time for Boys" | 19           | 28           | 47    | 8         |
| 3           | Annica Milán & Kimmo Blom | "Good Enough"             | 35           | 46           | 81    | 5         |
| 4           | Eini                      | "Draamaa"                 | 32           | 29           | 61    | 7         |
| 5           | Barbe-Q-Barbies           | "Let Me Out"              | 46           | 39           | 85    | 4         |
| 6           | Tuuli Okkonen             | "Don't Wake Me Up"        | 20           | 21           | 41    | 9         |
| 7           | Sandhja                   | "Sing it Away"            | 98           | 62           | 160   | 1         |
| 8           | Saara Aalto               | "No Fear"                 | 67           | 87           | 154   | 2         |
| 9           | Mikael Saari              | "On It Goes"              | 72           | 79           | 151   | 3         |

## Under Eurovision
Finland deltog i SF1 där de inte lyckades nå finalen. 